# غابرييل ديستري وإحدى شقيقاتها
غابرييل ديستري وإحدى شقيقاتها هي لوحة زيتية لرسام مجهول الهوية مؤرخة بتاريخ 1594. اللوحة حالياً ضمن مقتنيات متحف اللوفر ويعتقد بأنه عمل أحد رسامي فترة مدرسة فونتينبلو.